# Dirofilaria tenuis
Dirofilaria tenuis ist ein Fadenwurm, der bei Waschbären parasitiert, selten kommt es auch zu Fehlinfektionen beim Menschen. Ähnlich wie Dirofilaria repens beim Hund befällt Dirofilaria tenuis die Unterhaut und gleicht diesem Vertreter auch in Lebenszyklus und Schadbild. Er kommt vor allem im Südosten der Vereinigten Staaten vor. Als Überträger fungieren Stechmücken, vor allem der Gattungen Aedes und Anopheles.
Weibchen sind zwischen 8 und 13 cm lang, Männchen 4 bis 4,8 cm und zeigen den typischen Aufbau der Dirofilarien. Am Kopf befinden neben den beiden Seitenorgane (Amphiden) acht Kopfpapillen. Die Oberfläche der Kutikula ist durch Längsleisten und zarte Querlinien gekennzeichnet, die dem Wurm vor allem im Mittelteil eine perlenartige Struktur verleihen.
Beim Menschen gibt es Einzelfallberichte zum Befall der Augen (okulare Dirofilariase) sowie der Unterhaut und der Lunge.